# جون ويليس (مبارز بالسيف)
جون ويليس (بالإنجليزية: Jon Willis)‏ هو مبارز بالسيف بريطاني، ولد في 1981 في والسال في المملكة المتحدة.